# Kościół Świętych Apostołów Piotra i Pawła w Tyliczu
Kościół św. św. Piotra i Pawła – kościół drewniany we wsi Tylicz w województwie małopolskim, w powiecie nowosądeckim, w gminie Krynica-Zdrój. Świątynia należy do diecezji tarnowskiej.
Kościół św. św. Piotra i Pawła został zbudowany w 1612 roku za sprawą biskupa Piotra Tylickiego. Kościół ma konstrukcję zrębową o ścianach oszalowanych poziomo. Dwuspadowy dach nad nawą i prezbiterium pokryty został blachą. Nad nawą i usytuowaną przed nią kruchtą umieszczono barokową wieżyczkę sygnaturkową z latarnią o konstrukcji słupowo ramowej. Wieża ma wąskie piętro dzwonowe i zakończona jest hełmem baniastym o zgeometryzowanych połaciach.
Wnętrze kościoła zostało zaprojektowane w układzie jednonawowym, z trójbocznie zamkniętym prezbiterium i przylegającą do niego od północy zakrystią. 
Stropy są płaskie, a portal wejściowy jest w kształcie potrójnego łuku. Na ścianach znajduje się polichromia z 1960 roku, o motywach ornamentalnych i figuralnych, autorstwa K. Morwaya i K. Puchały. W prezbiterium świątyni znajdują się trzy rokokowe ołtarze z drugiej połowy XVIII wieku. W głównym widoczny jest obraz Matki Boskiej z Dzieciątkiem (znany jako Matka Boska Tylicka) z przełomu XVI i XVII wieku, a w bocznych obrazy Św. Anny Samotrzeć z XVII w. i Veraicon z XVIII w. W kościele znajdują się również obrazy malowane przez Czesława Lenczowskiego z ok. 1950 roku. W skład wyposażenia wnętrza wchodzą również ambona, chrzcielnica, barokowe organy pochodzące z XVIII w., a także rokokowy krucyfiks na belce tęczowej oraz kilkanaście obrazów, feretronów i rzeźb z XVIII-XIX w.

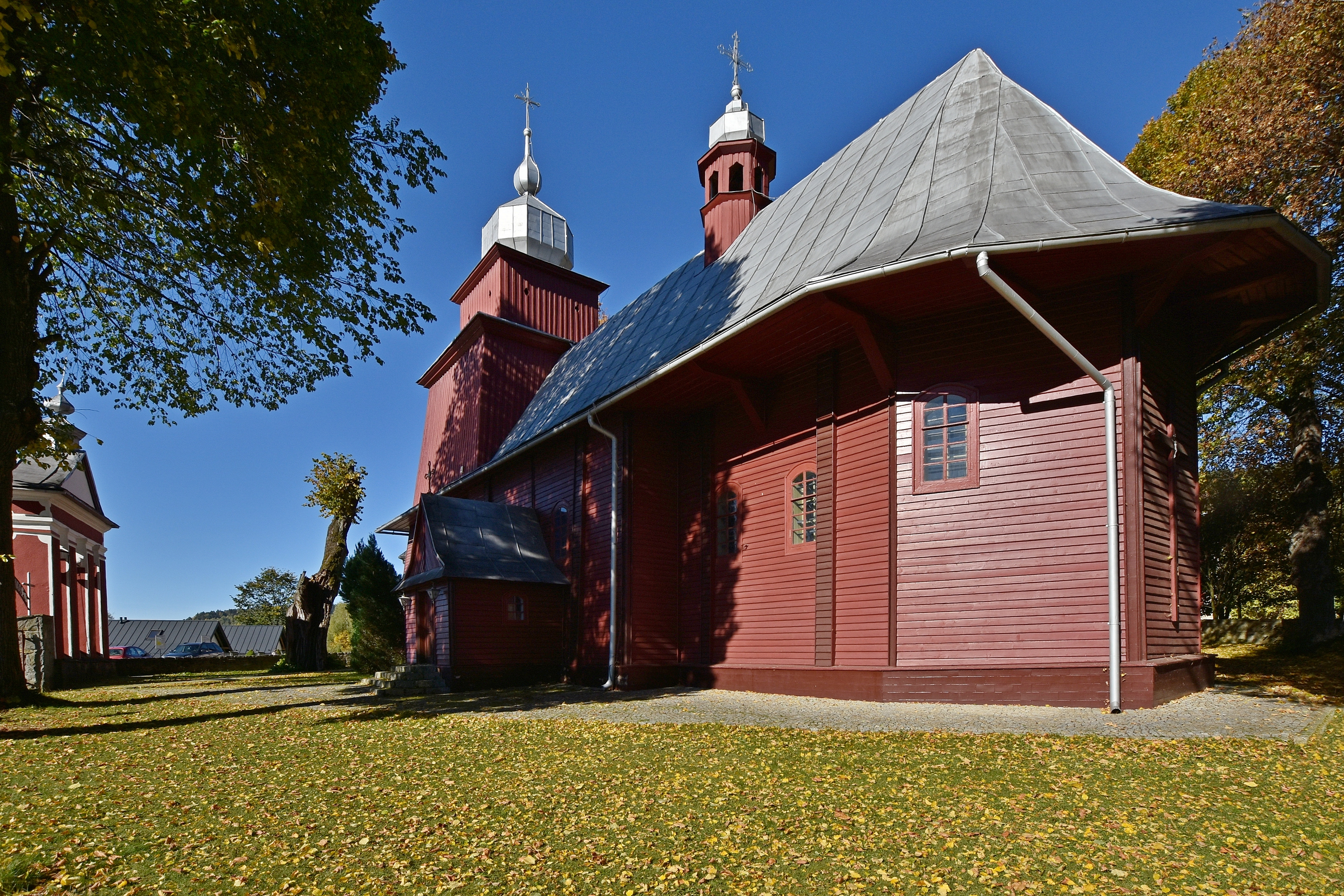
Elewacja boczna
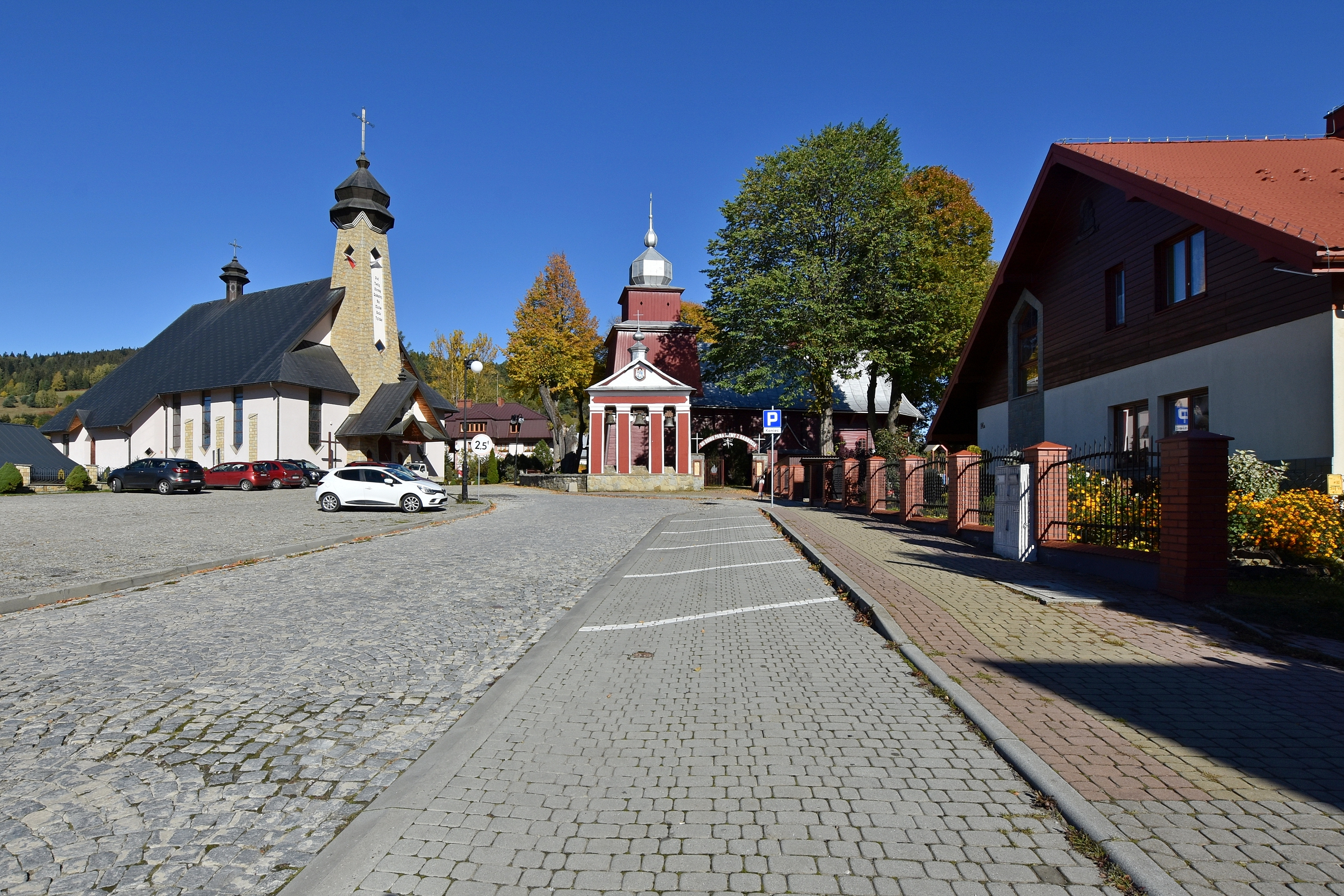
Widok ogólny
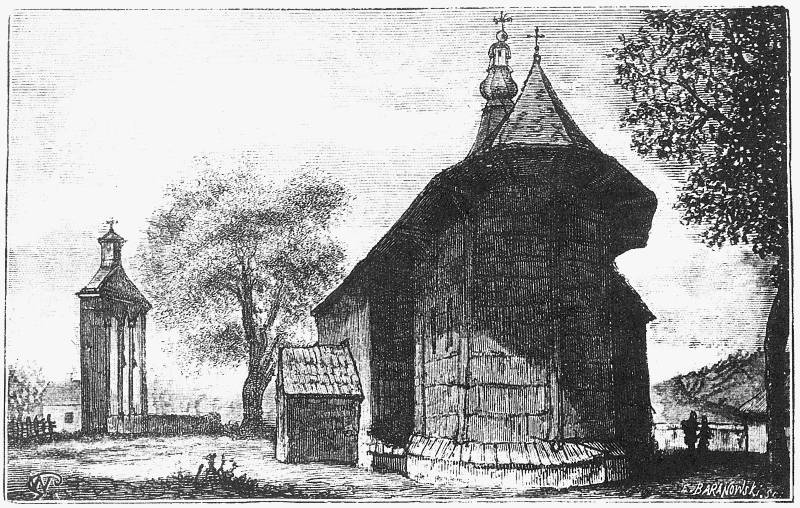
Kościół na drzeworycie z 1890

Obok kościoła, po jego południowo-zachodniej stronie, znajduje się murowana dzwonnica parawanowa z 1803 roku.
Kościół św. św. Piotra i Pawła w Tyliczu znajduje się na szlaku architektury drewnianej na trasie w regionie Krynicko-Gorlickim.